# I Love Supersport
«I Love Supersport» (до сентября 2017 года «I Love Running») — международная частная спортивная школа по циклическим видам спорта, специализирующаяся на обучении и подготовке в беге. Входит в сеть международных школ I Love Running Family, которые занимаются обучением и подготовкой в других видах спорта — плаванию (I Love Swimming), триатлоне (I Love Triathlon), лыжном спорте (I Love Skiing) и велоспорте (I Love Cycling); насчитывает 42 филиала в семи странах мира. Основана в сентябре 2012 года в Москве.

## История
Основатели школы— Максим Журило, участник 10 марафонов, гонок Ironman и заплывов через Босфор и Гибралтар, сын тренера по плаванию Олега Журило вместе с супругой И. В. Московкина (коллега по Business Relations, двукратная чемпионка Москвы по триатлону) и коллегой В. И. Пасекунов (основатель сети салонов красоты «Freshmania»).
18 апреля 2013 года было основано ООО «Ай лав раннинг». Журило, по собственным словам, в 2008 году весил 91 кг, злоупотреблял курением и алкоголем и даже не мог пробежать 1,5 км. В 2009 году он впервые принял участие в марафоне в Нью-Йорке (48 тысяч участников) и решил изменить свой образ жизни, а также помочь людям научиться поддерживать себя в форме. В том же году он принял участие в гонке Ironman, а затем организовал два полумарафона в Москве. Наблюдая за тактико-техническими действиями участников, Журило заметил, что они неправильно бегают и подвергают себя во время прыжков опасности получения травм.
В сентябре 2012 года появилась первая школа в Москве. Через 9 месяцев после открытия школы из Санкт-Петербурга пришла просьба на создание питерского филиала школы, инициатором открытия беговой школы в Питере стал Юрий Белонощенко, директор «Уралсиб», участник марафонов и гонок Ironman, развивающий сеть детских кружков «Бэби-клуб» в России. К 2016 году открылись филиалы в 28 городах России: Казань, Ижевск, Ростов-на-Дону, Челябинск, Новосибирск, Самара, Магнитогорск, Нижний Новгород, Екатеринбург, Красноярск, Омск, Белгород и др. Несколько попыток создать локальные клоны школы окончились неудачно: Журило аннулировал контракты с создателями таких школ по причине «их непорядочности» и непонимании сущности управления школой. Позже Журило решил открыть и несколько школ в других видах спорта, в том числе школы по плаванию I Love Swimming, использующей методику обучения «Total Immersion» при полном участии тренера в упражнении. Сооснователем школы I Love Swimming является отец Максима, тренер по плаванию Олег Журило. К 2015 году были открыты школы по велоспорту, триатлону и лыжам.
В июне 2016 года один из владельцев и первоначальный основатель В. И. Пасекунов вышел из числа учредителей, и с февраля 2017 года 20-процентной долей в компании владеет Анастасия Владимирова (20%), в интересах фонда ru-Net Леонида Богуславского .
В сентябре 2017 года в рамках новой стратегии развития I Love Running Family стартовало объединение всех спортивных активов группы в холдинг I Love Supersport. Сюда войдут действующие спортивные школы – бега (I Love Running), плавания (I Love Swimming), велоспорта (I Love Cycling) и прочие, а также другие будущие проекты. На ребрендинг компания потратила несколько миллионов рублей .

## Программы обучения
В школе представлены следующие программы обучения (по состоянию на начало 2017 года)
- Десятка (10 км, 7 недель подготовки, 14 занятий)
- Горный полумарафон
- Полумарафон (21,1 км, 7 недель подготовки, 14 занятий, беговой опыт до 45 км)[13]
- Марафон (42,2 км, 24 недели подготовки, 48 занятий, беговой опыт до 42 км)
- Ультрамарафон (100 км, 24 недели подготовки, 48 занятий, беговой опыт до 56 км)
- Горный бег (30 км, 10 недель подготовки, 20 занятий, беговой опыт от 10 км)

Список целей озвучивает сама школа, которыми являются марафоны или полумарафоны в городах России и Европы. Каждый ученик проводит занятия с профессиональным тренером и тренируется затем по индивидуальному плану. Регулярно он проходит осмотр у врача-остеопата. Тренировки летом проходят на стадионе «Лужники», зимой — в Крылатском на велотреке.

## Тренерский состав
Тренерский штаб школы I Love Running возглавляет Ирина Борисовна Подъяловская, чемпионка Летней Универсиады 1983 в беге на 800 м и рекордсменка мира в составе сборной СССР в эстафете 4×800 м. В состав штаба входят как кандидаты в мастера спорта России, так и мастера спорта международного класса (чемпионка Европы по бегу на 5 км и по кроссу Оксана Белякова, чемпионка Европы в эстафете 4×400 м Анастасия Капачинская, победительница горного марафона «Юнгфрау» в Интерлакене Светлана Нечаева). Главный спортивный врач — Алсу Кастуева, участница командных гонок по пересечённой местности.

## Статистика

### Ученики
В 2013 году в школе отучилось около 700 человек, а за 4,5 лет её существования выпускниками стали около 15 тысяч человек. В 2016 году число учеников выросло ещё на 70% по сравнению с прошлым годом. Около 40% учеников после окончания курса подготовки возвращаются затем в школу для подготовки к следующей цели и получая скидки, ещё 30% проходят обучение по третьему разу. Всего же около 90% учеников школы после завершения обучения продолжают участие в марафонах и полумарафонах.

### Финансы
Ежемесячная выручка школы на первых этапах составляла 250 тысяч рублей. Оборот школы в 2013 году составил около 6 миллионов рублей. Оборот за 2015 год с учётом филиалов составил более 50 миллионов рублей: 39,4 миллионов рублей — выручка школы (в 3 раза по сравнению с 2014 годом), 11,8 миллионов рублей (более чем в 6 раз по сравнению с 2014 годом).
Одним из инвесторов школы с 2017 года является миллиардер Леонид Богуславский, основатель фонда Ru-net, участник соревнований по триатлону (в 2014 году квалифицировался на чемпионат мира Ironman, но снялся из-за травмы) и совладелец спортивного клуба «Angry Boys Sports». Богуславский приобрёл долю в 20%: оценочная стоимость составляет до 100 миллионов рублей при цене компании в 500 миллионов рублей.

## Соревнования
Ученики школы I Love Running участвуют ежегодно в различных марафонах (от 85 до 90% учеников школы успешно завершают марафоны, в которых принимают участие). Ученики принимают участие в Кубке России по марафону, а также в марафонах в следующих городах:
- Москва (Московский марафон, Московский полумарафон, полумарафоны «Весенний гром» и «Осенний гром»)[4]
- Санкт-Петербург (марафон «Белые ночи»)[13]
- Казань[16]
- Другие города России (Краснодар, Нижний Новгород)[17]
- Европейские города (Будапешт, Тель-Авив, Рим, Амстердам, Вена, Прага, Лондон, Дублин, Брюссель, Мадрид[18], Ереван[19] и другие)[13][20][21].

Школа участвует и в различных акциях:
- 1 января 2015 года её ученики приняли участие в новогоднем «Забеге обещаний» в ряде городов России[22][23].
- 10 мая 2015 года I Love Running присоединилась к проекту «Бегу и помню» в рамках празднования 70-летия Победы, в ходе которого жители разных городов могли пробежать 1945 метров[24][25][26].
- Ежегодно в мае-июне проходит «Зелёный марафон», организуемый Сбербанком, и школа I Love Running оказывает поддержку его участникам в разных городах[27].
- 23 марта 2016 года в Долгопрудном по предложению школы «I Love Running» местные жители приняли участие в марафоне по случаю так называемого Часа Земли[28].

### Пресса
- Валерия Житкова. Кузница «железных людей». РБК (3 июня 2014). Дата обращения: 25 февраля 2017. Архивировано 25 февраля 2017 года.
- Валерия Житкова. Франшиза на бегу. РБК (30 мая 2016). Дата обращения: 25 февраля 2017. Архивировано 26 февраля 2017 года.
- Анфиса Воронина, Роман Асанкин, Степан Опалев, Елизавета Сурганова. Деньги в движении: кто и как зарабатывает на спорте для среднего класса. РБК (10 июля 2015). Дата обращения: 25 февраля 2017. Архивировано 26 февраля 2017 года.
- Марина Васильева. Бизнес на бегу. Деловой Петербург (5 февраля 2014). Дата обращения: 25 февраля 2017. Архивировано 26 февраля 2017 года.
- Лариса Валуева. Спорт длиною в жизнь. Неделя Обнинска (24 июля 2009). Дата обращения: 25 февраля 2017. Архивировано 26 февраля 2017 года.
- Анастасия Бочкарёва. Десять лет спустя. Неделя Обнинска (25 августа 2011). Дата обращения: 25 февраля 2017. Архивировано 26 февраля 2017 года.
- МАКСИМ ЖУРИЛО, ОСНОВАТЕЛЬ КРУПНЕЙШЕЙ В РОССИИ ШКОЛЫ БЕГА ДЛЯ ЛЮБИТЕЛЕЙ I LOVE RUNNING. Радио «Маяк». — Интервью для радиостанции «Маяк». Дата обращения: 25 февраля 2017. Архивировано 26 февраля 2017 года.